# Freie-Partie-Europameisterschaft 1992

Logo CEB (ausrichtender Verband)

Die Freie-Partie-Europameisterschaft 1992 war das 23. Turnier in dieser Disziplin des Karambolagebillards und fand vom 8. bis zum 10. Mai 1992 in Bottrop statt. Es war die fünfte Freie-Partie-Europameisterschaft in Deutschland.

## Geschichte
Mit einem Überraschungssieg endete die 23. Europameisterschaft in der Freien Partie. Der Franzose Brahim Djoubri sicherte sich den Titel vor  Stefan Galla, der wieder nur den zweiten Platz erreichte. Mit Stephan Horvath landete erstmals in der Freien Partie ein Österreicher auf dem Podest. Mit dem besten Generaldurchschnitt (GD) aller Teilnehmer wurde der Bochumer Volker Baten Dritter. Fast alle Favoriten landeten im geschlagenen Feld. Zur Verwunderung der Teilnehmer wurden diesmal in der Qualifikation weder Matchpunkte noch Partiepunkte oder Generaldurchschnitt für das Weiterkommen gewertet, sondern bei gleicher Match- und Partiepunktdifferenz zählten die erzielten Punkte.

## Modus
Gespielt wurde eine Vorrunde in 8 Gruppen à vier Spielern. Hierbei wurden neun Spieler ermittelt (8 Gruppensieger und der beste Gruppenzweite), die auf die sieben gesetzten Spieler trafen. Danach gab es ein Doppel-KO System mit einer Sieger- und einer Trostrunde, wobei die Spieler für das Finale und das Spiel um Platz drei ermittelt wurden. Es wurde auf zwei Gewinnsätze à 100 Punkte gespielt. Endete ein Satz 100:100 in einer Aufnahme gab es einen Tie Break. Endete auch dieser Unentschieden wurde ein Bandenentscheid gespielt um den Sieger zu ermitteln. Es wurde ohne Nachstoß gespielt, außer bei einer Partie in einer Aufnahme. Bei einem Satzsieg gab es einen Satzpunkt. Bei einem Unentschiedenen Satz gab es einen halben Satzpunkt. Bei gleichem Satzverhältnis war der Spieler besser in der Tabelle, der mehr Punkte erzielt hatte. So kam der Belgier Philippe Draes in der Qualifikation weiter in die Endrunde.
1. MP = Matchpunkte
2. SP = Satzpunkte
3. GD = Generaldurchschnitt
4. HS = Höchstserie

## Qualifikation
| Abschlusstabelle Gruppe A | Abschlusstabelle Gruppe A | Abschlusstabelle Gruppe A | Abschlusstabelle Gruppe A | Abschlusstabelle Gruppe A | Abschlusstabelle Gruppe A | Abschlusstabelle Gruppe A | Abschlusstabelle Gruppe A | Abschlusstabelle Gruppe A |
| Platz                     | Name                      | MP                        | PP                        | Pkte                      | Aufn.                     | GD                        | BED                       | HS                        |
| ------------------------- | ------------------------- | ------------------------- | ------------------------- | ------------------------- | ------------------------- | ------------------------- | ------------------------- | ------------------------- |
| 1                         | Eddy Leppens              | 6:0                       | 12:2                      | 602                       | 16                        | 37,62                     | 66,66                     | 100                       |
| 2                         | Martin Horn               | 4:2                       | 8:4                       | 431                       | 12                        | 35,91                     | 100,00                    | 100                       |
| 3                         | Leo Koomen                | 2:4                       | 4:8                       | 236                       | 16                        | 14,75                     | 16,75                     | 64                        |
| 4                         | Torsten Lechelt           | 0:6                       | 4:12                      | 360                       | 22                        | 16,36                     | –                         | 100                       |

| Abschlusstabelle Gruppe B | Abschlusstabelle Gruppe B | Abschlusstabelle Gruppe B | Abschlusstabelle Gruppe B | Abschlusstabelle Gruppe B | Abschlusstabelle Gruppe B | Abschlusstabelle Gruppe B | Abschlusstabelle Gruppe B | Abschlusstabelle Gruppe B |
| Platz                     | Name                      | MP                        | PP                        | Pkte                      | Aufn.                     | GD                        | BED                       | HS                        |
| ------------------------- | ------------------------- | ------------------------- | ------------------------- | ------------------------- | ------------------------- | ------------------------- | ------------------------- | ------------------------- |
| 1                         | Uwe Kerls                 | 4:2                       | 10:8                      | 782                       | 25                        | 31,28                     | 37,12                     | 99                        |
| 2                         | Peter de Backer           | 4:2                       | 11:9                      | 760                       | 17                        | 44,70                     | 68,20                     | 100                       |
| 3                         | Valeriano Parera          | 4:2                       | 11:9                      | 664                       | 34                        | 19,52                     | 40,40                     | 100                       |
| 4                         | Daniel Mieth              | 0:6                       | 6:12                      | 375                       | 40                        | 9,37                      | –                         | 79                        |

| Abschlusstabelle Gruppe C | Abschlusstabelle Gruppe C | Abschlusstabelle Gruppe C | Abschlusstabelle Gruppe C | Abschlusstabelle Gruppe C | Abschlusstabelle Gruppe C | Abschlusstabelle Gruppe C | Abschlusstabelle Gruppe C | Abschlusstabelle Gruppe C |
| Platz                     | Name                      | MP                        | PP                        | Pkte                      | Aufn.                     | GD                        | BED                       | HS                        |
| ------------------------- | ------------------------- | ------------------------- | ------------------------- | ------------------------- | ------------------------- | ------------------------- | ------------------------- | ------------------------- |
| 1                         | Raymond Knoors            | 6:0                       | 12:2                      | 600                       | 11                        | 54,54                     | 100,00                    | 100                       |
| 2                         | Johan Claessen            | 4:2                       | 8:6                       | 514                       | 12                        | 42,83                     | 66,66                     | 100                       |
| 3                         | Jörg Morawski             | 2:4                       | 8:8                       | 457                       | 16                        | 28,56                     | 66,66                     | 100                       |
| 4                         | Henning Berner            | 0:6                       | 0:12                      | 74                        | 8                         | 9,25                      | –                         | 69                        |

| Abschlusstabelle Gruppe D | Abschlusstabelle Gruppe D | Abschlusstabelle Gruppe D | Abschlusstabelle Gruppe D | Abschlusstabelle Gruppe D | Abschlusstabelle Gruppe D | Abschlusstabelle Gruppe D | Abschlusstabelle Gruppe D | Abschlusstabelle Gruppe D |
| Platz                     | Name                      | MP                        | PP                        | Pkte                      | Aufn.                     | GD                        | BED                       | HS                        |
| ------------------------- | ------------------------- | ------------------------- | ------------------------- | ------------------------- | ------------------------- | ------------------------- | ------------------------- | ------------------------- |
| 1                         | Brahim Djoubri            | 6:0                       | 12:2                      | 605                       | 18                        | 33,61                     | 66,66                     | 100                       |
| 2                         | Fabrice Puigvert          | 4:2                       | 10:4                      | 568                       | 22                        | 25,81                     | 50,00                     | 100                       |
| 3                         | Thomas Berger             | 2:4                       | 4:8                       | 356                       | 28                        | 12,71                     | 13,33                     | 67                        |
| 4                         | Dirk Schramm              | 0:6                       | 0:12                      | 124                       | 24                        | 5,16                      | –                         | 67                        |

| Abschlusstabelle Gruppe E | Abschlusstabelle Gruppe E | Abschlusstabelle Gruppe E | Abschlusstabelle Gruppe E | Abschlusstabelle Gruppe E | Abschlusstabelle Gruppe E | Abschlusstabelle Gruppe E | Abschlusstabelle Gruppe E | Abschlusstabelle Gruppe E |
| Platz                     | Name                      | MP                        | PP                        | Pkte                      | Aufn.                     | GD                        | BED                       | HS                        |
| ------------------------- | ------------------------- | ------------------------- | ------------------------- | ------------------------- | ------------------------- | ------------------------- | ------------------------- | ------------------------- |
| 1                         | Stephan Horvath           | 6:0                       | 12:0                      | 600                       | 12                        | 50,00                     | 100,00                    | 100                       |
| 2                         | Ludger Havlik             | 4:2                       | 8:4                       | 402                       | 19                        | 21,15                     | 33,33                     | 88                        |
| 3                         | Robert Pragst             | 2:4                       | 4:10                      | 347                       | 27                        | 12,85                     | 14,37                     | 77                        |
| 4                         | Rainer Mikolajczak        | 0:6                       | 2:12                      | 207                       | 27                        | 7,66                      | –                         | 34                        |

| Abschlusstabelle Gruppe F | Abschlusstabelle Gruppe F | Abschlusstabelle Gruppe F | Abschlusstabelle Gruppe F | Abschlusstabelle Gruppe F | Abschlusstabelle Gruppe F | Abschlusstabelle Gruppe F | Abschlusstabelle Gruppe F | Abschlusstabelle Gruppe F |
| Platz                     | Name                      | MP                        | PP                        | Pkte                      | Aufn.                     | GD                        | BED                       | HS                        |
| ------------------------- | ------------------------- | ------------------------- | ------------------------- | ------------------------- | ------------------------- | ------------------------- | ------------------------- | ------------------------- |
| 1                         | Henri Tilleman            | 6:0                       | 12:4                      | 650                       | 13                        | 50,00                     | 69,66                     | 100                       |
| 2                         | Kurt Mastny               | 4:2                       | 10:4                      | 502                       | 10                        | 50,20                     | 66,66                     | 100                       |
| 3                         | Freek Ottenhof            | 2:4                       | 6:8                       | 382                       | 11                        | 34,72                     | 50,00                     | 97                        |
| 4                         | Ferdinand Polman          | 0:6                       | 0:12                      | 79                        | 9                         | 8,77                      | –                         | 35                        |

| Abschlusstabelle Gruppe G | Abschlusstabelle Gruppe G | Abschlusstabelle Gruppe G | Abschlusstabelle Gruppe G | Abschlusstabelle Gruppe G | Abschlusstabelle Gruppe G | Abschlusstabelle Gruppe G | Abschlusstabelle Gruppe G | Abschlusstabelle Gruppe G |
| Platz                     | Name                      | MP                        | PP                        | Pkte                      | Aufn.                     | GD                        | BED                       | HS                        |
| ------------------------- | ------------------------- | ------------------------- | ------------------------- | ------------------------- | ------------------------- | ------------------------- | ------------------------- | ------------------------- |
| 1                         | Michael Hikl              | 6:0                       | 12:2                      | 601                       | 15                        | 40,06                     | 66,66                     | 100                       |
| 2                         | Francisco Fortiana        | 4:2                       | 8:6                       | 452                       | 20                        | 22,60                     | 28,57                     | 100                       |
| 3                         | Wim Maarsman              | 2:4                       | 8:8                       | 603                       | 26                        | 23,19                     | 22,22                     | 100                       |
| 4                         | Heinz-Jürgen Tkocz        | 0:6                       | 0:12                      | 117                       | 17                        | 6,88                      | –                         | 60                        |

| Abschlusstabelle Gruppe H | Abschlusstabelle Gruppe H | Abschlusstabelle Gruppe H | Abschlusstabelle Gruppe H | Abschlusstabelle Gruppe H | Abschlusstabelle Gruppe H | Abschlusstabelle Gruppe H | Abschlusstabelle Gruppe H | Abschlusstabelle Gruppe H |
| Platz                     | Name                      | MP                        | PP                        | Pkte                      | Aufn.                     | GD                        | BED                       | HS                        |
| ------------------------- | ------------------------- | ------------------------- | ------------------------- | ------------------------- | ------------------------- | ------------------------- | ------------------------- | ------------------------- |
| 1                         | Robert Steinbach          | 6:0                       | 12:4                      | 631                       | 27                        | 23,37                     | 40,00                     | 100                       |
| 2                         | Philippe Deraes           | 4:2                       | 11:5                      | 618                       | 20                        | 30,90                     | 75,00                     | 100                       |
| 3                         | Heinz Janzen              | 2:4                       | 5:11                      | 327                       | 14                        | 23,35                     | 28,71                     | 100                       |
| 4                         | Markus Schönhoff          | 0:6                       | 4:12                      | 413                       | 27                        | 15,29                     | –                         | 85                        |

## Hauptturnier

### Siegerrunde
| 1. Runde           |     |     |     |   |        |
| Jos Bongers        | 2:0 | 4:0 | 200 | 3 | 66,66  |
| Uwe Kerls          | 0:2 | 0:4 | 19  | 3 | 6,33   |
| Stephan Horvath    | 2:0 | 4:2 | 300 | 3 | 100,00 |
| Philippe Draes     | 0:2 | 2:4 | 200 | 3 | 66,66  |
| Brahim Djoubri     | 2:0 | 4:0 | 200 | 2 | 100,00 |
| Thomas Wildförster | 0:2 | 0:4 | 5   | 2 | 2,50   |
| Fonsy Grethen      | 2:0 | 5:1 | 300 | 4 | 75,00  |
| Eddy Leppens       | 0:2 | 1:5 | 176 | 3 | 58,66  |
| Michael Hikl       | 0:2 | 0:4 | 14  | 2 | 7,00   |
| Fabian Blondeel    | 2:0 | 4:0 | 200 | 2 | 100,00 |
| Voker Baten        | 2:0 | 4:0 | 200 | 2 | 100,00 |
| Robert Steinbach   | 0:2 | 0:4 | 1   | 2 | 0,50   |
| Frédéric Caudron   | 2:0 | 5:3 | 301 | 4 | 72,25  |
| Raymond Knoors     | 0:2 | 3:5 | 200 | 4 | 50,00  |
| Stefan Galla       | 2:0 | 4:0 | 200 | 7 | 28,57  |
| Henri Tilleman     | 0:2 | 0:4 | 100 | 6 | 16,66  |
| 2. Runde           |     |     |     |   |        |
| Jos Bongers        | 0:2 | 3:5 | 213 | 9 | 23,66  |
| Stephan Horvath    | 2:0 | 5:3 | 305 | 8 | 38,12  |
| Brahim Djoubri     | 2:0 | 4:2 | 201 | 4 | 50,25  |
| Fonsy Grethen      | 0:2 | 2:4 | 119 | 4 | 29,75  |
| Fabian Blondeel    | 0:2 | 0:4 | 9   | 2 | 4,50   |
| Voker Baten        | 2:0 | 4:0 | 200 | 2 | 100,00 |
| Frédéric Caudron   | 0:2 | 2:4 | 102 | 4 | 25,50  |
| Stefan Galla       | 2:0 | 4:2 | 201 | 5 | 40,20  |
| 3. Runde           |     |     |     |   |        |
| Stephan Horvath    | 0:2 | 0:4 | 2   | 3 | 0,66   |
| Brahim Djoubri     | 2:0 | 4:0 | 200 | 3 | 66,66  |
| Voker Baten        | 0:2 | 0:4 | 9   | 2 | 4,50   |
| Stefan Galla       | 4:0 | 2:0 | 200 | 2 | 100,00 |
| Finale             |     |     |     |   |        |
| Brahim Djoubri     | 2:0 | 5:3 | 309 | 7 | 44,14  |
| Stefan Galla       | 0:2 | 3:5 | 216 | 7 | 30,85  |

| 1. Runde           |     |     |     |   |        |
| Uwe Kerls          | 0:2 | 2:4 | 103 | 5 | 20,60  |
| Philippe Draes     | 2:0 | 4:2 | 202 | 5 | 40,40  |
| Thomas Wildförster | 2:0 | 4:0 | 200 | 4 | 50,00  |
| Eddy Leppens       | 0:2 | 0:4 | 133 | 3 | 44,33  |
| Michael Hikl       | 2:0 | 4:0 | 200 | 2 | 100,00 |
| Robert Steinbach   | 0:2 | 0:4 | 4   | 2 | 2,00   |
| Raymond Knoors     | 0:2 | 1:5 | 104 | 3 | 34,66  |
| Henri Tilleman     | 2:0 | 5:1 | 300 | 5 | 60,00  |
| 2. Runde           |     |     |     |   |        |
| Philippe Draes     | 0:2 | 2:4 | 200 | 3 | 66,66  |
| Frédéric Caudron   | 2:0 | 4:2 | 300 | 3 | 100,00 |
| Thomas Wildförster | 2:0 | 4:2 | 202 | 3 | 67,33  |
| Fabian Blondeel    | 0:2 | 2:4 | 184 | 3 | 61,33  |
| Michael Hikl       | 0:2 | 2:4 | 200 | 3 | 66,66  |
| Fonsy Grethen      | 2:0 | 4:2 | 300 | 3 | 100,00 |
| Henri Tilleman     | 0:2 | 2:4 | 209 | 3 | 69,66  |
| Jos Bongers        | 2:0 | 4:2 | 300 | 3 | 100,00 |
| 3. Runde           |     |     |     |   |        |
| Frédéric Caudron   | 2:0 | 4:2 | 300 | 4 | 75,00  |
| Thomas Wildförster | 0:2 | 2:4 | 205 | 3 | 68,33  |
| Fonsy Grethen      | 0:2 | 2:4 | 215 | 3 | 71,66  |
| Jos Bongers        | 2:0 | 4:2 | 300 | 4 | 75,00  |
| 4. Runde           |     |     |     |   |        |
| Frédéric Caudron   | 0:2 | 1:5 | 118 | 3 | 39,33  |
| Stephan Horvath    | 2:0 | 5:1 | 300 | 3 | 100,00 |
| Jos Bongers        | 0:2 | 2:4 | 202 | 3 | 67,33  |
| Voker Baten        | 4:2 | 2:1 | 300 | 3 | 100,00 |
| Spiel um Platz 3   |     |     |     |   |        |
| Stephan Horvath    | 2:0 | 4:2 | 300 | 4 | 75,00  |
| Voker Baten        | 0:2 | 2:4 | 202 | 4 | 50,50  |

| MP    | Match Points (Sieger = 2; Unentschieden = 1; Verlierer = 0) |
| Pkte. | Erzielte Karambolagen                                       |
| Aufn. | Benötigte Versuche                                          |
| GD    | Generaldurchschnitt                                         |
| BED   | Bester Einzeldurchschnitt eines Spielers                    |
| HS    | Höchstserie                                                 |
|       | Bester GD des Turniers                                      |
|       | Bester ED des Turniers                                      |
|       | Beste HS des Turniers                                       |
|       | 1. Platz (Gold)                                             |
|       | 2. Platz (Silber)                                           |
|       | 3. Platz (Bronze)                                           |

| Platz                                | Name               | Spiele | MP  | SP    | Pkte | Aufn. | GD    | BED    | HS  |
| ------------------------------------ | ------------------ | ------ | --- | ----- | ---- | ----- | ----- | ------ | --- |
| 1                                    | Brahim Djoubri     | 4      | 8:0 | 17:5  | 910  | 16    | 56,87 | 100,00 | 100 |
| 2                                    | Stefan Galla       | 4      | 6:2 | 5:7   | 820  | 21    | 39,04 | 100,00 | 100 |
| 3                                    | Stephan Horvath    | 5      | 8:2 | 18:12 | 1207 | 21    | 57,47 | 100,00 | 100 |
| 4                                    | Voker Baten        | 5      | 6:4 | 14:10 | 911  | 12    | 75,91 | 100,00 | 100 |
| 5                                    | Jos Bongers        | 5      | 6:4 | 17:13 | 1215 | 22    | 55,22 | 100,00 | 100 |
| 6                                    | Frédéric Caudron   | 5      | 6:4 | 16:16 | 1121 | 18    | 62,27 | 100,00 | 100 |
| 7                                    | Fonsy Grethen      | 4      | 4:4 | 13:11 | 934  | 13    | 71,84 | 100,00 | 100 |
| 8                                    | Thomas Wildförster | 4      | 4:4 | 10:10 | 612  | 12    | 51,00 | 67,33  | 100 |
| 9                                    | Henri Tilleman     | 3      | 2:4 | 7:9   | 609  | 14    | 43,50 | 60,00  | 100 |
| 10                                   | Philippe Draes     | 3      | 2:4 | 8:10  | 602  | 11    | 54,72 | 40,40  | 100 |
| 11                                   | Michael Hikl       | 3      | 2:4 | 6:8   | 414  | 7     | 59,14 | 100,00 | 100 |
| 12                                   | Fabian Blondeel    | 3      | 2:4 | 6:8   | 393  | 7     | 56,14 | 100,00 | 100 |
| 13                                   | Raymond Knoors     | 2      | 0:4 | 4:10  | 304  | 7     | 43,42 | –      | 100 |
| 14                                   | Uwe Kerls          | 2      | 0:4 | 2:8   | 122  | 8     | 15,25 | –      | 100 |
| 15                                   | Eddy Leppens       | 2      | 0:4 | 1:9   | 309  | 6     | 51,60 | –      | 100 |
| 16                                   | Robert Steinbach   | 2      | 0:4 | 0:8   | 5    | 4     | 1,25  | –      | 4   |
| Turnierdurchschnitt: Endrunde: 52,70 |                    |        |     |       |      |       |       |        |     |